# Reidemeister-Bewegungen
In der Knotentheorie, einem Teilgebiet der Topologie, bezeichnet man als Reidemeister-Bewegungen, benannt nach Kurt Reidemeister, drei lokale Bewegungen von Knotendiagrammen. Zwei Knotendiagramme stellen genau dann denselben (zahmen) Knoten dar, wenn sie sich durch eine Folge von Reidemeister-Bewegungen ineinander überführen lassen. Die gleiche Aussage gilt für Verschlingungsdiagramme (mehrere Komponenten).
Die drei Reidemeister-Bewegungen entsprechen lokal den rechts abgebildeten Bewegungen, der Rest des Diagramms bleibt unverändert. Außerdem sind planare Isotopien des Diagramms zulässig.
Knoteninvarianten werden in der sogenannten kombinatorischen Knotentheorie durch Invarianten von Knotendiagrammen definiert. Um zu beweisen, dass es sich tatsächlich um eine Knoteninvariante handelt, genügt es, die Invarianz unter Reidemeister-Bewegungen zu überprüfen.
Sie wurden unabhängig von James W. Alexander und Garland Briggs gefunden.